# 尤西奖

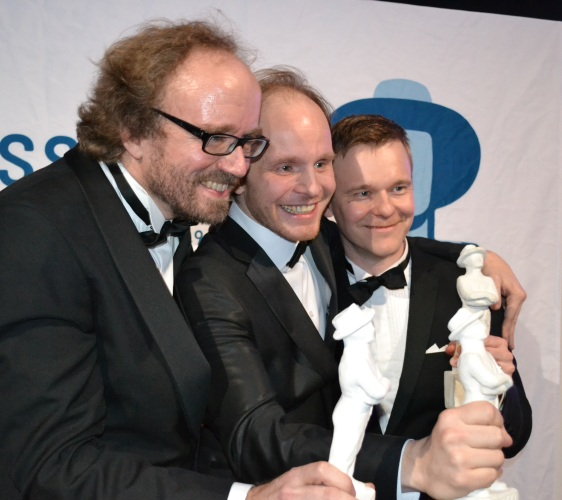
2013年尤西奖颁奖典礼时的情景

尤西奖（芬蘭語：Jussi-palkinto）是芬兰从1944年开始颁发的电影奖项。尤西奖是每年颁发给芬兰电影优秀业界人士的。颁奖结果是由电影界职业人士协会“电影光环”来决定的。尤西雕像是由芬兰雕塑家本·仁瓦尔设计的，表现的是一个双腿叉开站立的博滕区男人。尤西奖是欧洲颁发最早的电影奖之一。
尤西奖的受重视程度在其历史上稍有变化。它在1940和1950年代芬兰电影黄金时期期间是众人争夺的奖项，但是在1960和1970年代期间失去了其光环。1980年代开始的颁发典礼电视直播以及1990年代芬兰电影复兴后又开始得到重视。现今，电影光环协会给芬兰长篇电影颁发15个奖项。